# Риверсайд (округ)
Ри́версайд (англ. Riverside) — округ штата Калифорния, США. Расположен в юго-восточной части штата и охватывает территорию площадью 18 669 км². Простирается от Оринджа до реки Колорадо, по которой проходит граница Аризоны. Округ получил своё название от города Риверсайд, который является окружным центром.
Если по переписи 2000 года население округа Риверсайд составляло 1 545 387 человек, то по переписи 2008 года уже 2 100 516.
Географически округ представляет собой пустыню. Большая часть территории Национального парка Джошуа-Три расположена в округе. Округ Риверсайд лежит внутри округа Лос-Анджелес и к югу от округа Сан-Бернардино. Большое количество людей, работающих в Лос-Анджелесе, переехало в округ, чтобы приобрести относительно дешёвую недвижимость. Наряду с соседними округами, Сан-Бернардино был одним из быстрорастущих частей «Внутренней империи» до изменения региональной экономики.
Кроме того, много приезжих было из центральных районов Сан-Диего. На города Темекьюла и Марриета приходится 20 % увеличение населения округа Риверсайд между 2000 и 2007 годом.
Знаменитое поле для гольфа и курорт спа в долине Коачелла, такие как Мирамонт в Индиан-Уэллс, Ля Куинта, Ранчо-Мираж, Палм-Спрингс, и Палм-Дезерт, расположены в округе Риверсайд. Город Индио является центром выращивания финика пальчатого.

## История
Коренными жителями, проживающими в округе, являются луисено, капено и кауилла. Когда в 1850 году 27 отдельных округов были объединены, округ Риверсайд был разделён между округом Лос-Анджелес и округом Сан-Диего. В 1853 году восточная часть округа Лос-Анджелес была использована для создания округа Сан-Бернардино. Между 1891 и 1893 годом было сделано несколько предложений и законодательных попыток для формирования новых округов в Южной Калифорнии. Было одно предложение для округа Помона и одно для округа Сан-Хасинто. Эти предложения не принимались до тех пор, пока меры для создания округа Риверсайд не были одобрены губернатором Генри Маркхамом 11 марта 1893 года.
Новый округ был создан из частей округов Сан-Бернардино и Сан-Диего. 2 мая 1893 года 70 % избирателей одобрили формирование округа Риверсайд. Город Риверсайд стал центром округа. Окончательно сформировался округ Риверсайд 9 мая 1893 года, когда Уполномоченная комиссия закончила подсчёт голосов.
Округ Риверсайд является местом рождения Джейна Маккеррола, создателя разметок для автострад, дорог и современных американских игровых предприятий. В начале 1980-х власти округа сделали попытку закрыть маленькие игровые залы, управляемые племенами индейцев Morongo Band и Cabazon Band. Племена объединились и подали в Верховный суд, который 25 февраля 1987 года решил дело в пользу индейцев. В свою очередь Конгресс принял в 1988 году «Индейский игровой нормативный акт», создающий правовую основу для отношений между индейским игорным бизнесом и властями штата. Естественно, племена управляют самыми большими казино в округе: Morongo Casino, Resort & Spa и Fantasy Springs Resort Casino.
Население округа превысило рубеж в миллион человек в 1980 году, хотя нынешняя тенденция высокого прироста населения началась ещё в 1970-х годах.

## География
В соответствии с Бюро переписи населения США округ имеет общую площадь в 18 915 км², из которой 18 667 км² занимает суша и 248 км² вода. Округ Риверсайд размером примерно со штат Нью-Джерси.

### Объединённые города
| Округ Риверсайд Города | Год объединения | Население, 2007 | Средний доход, 2006 |
| ---------------------- | --------------- | --------------- | ------------------- |
| Баннинг                | 1913            | 28,272          | $41,268             |
| Бомонт                 | 1912            | 28,250          | $39,553             |
| Блайт                  | 1916            | 22,178          | $45,302             |
| Калимеса               | 1990            | 7,415           | $47,406             |
| Каньон-Лейк            | 1990            | 10,939          | $70,106             |
| Катидрал-Сити          | 1981            | 51,081          | $50,654             |
| Корона                 | 1896            | 144,661         | $72,162             |
| Коачелла               | 1946            | 35,207          | $33,402             |
| Дезерт-Хот-Спрингс     | 1963            | 22,011          | $33,263             |
| Иствейл                | 2010            | --              | --                  |
| Хемет                  | 1910            | 69,544          | $31,749             |
| Индиан-Уэллс           | 1967            | 4,865           | $120,074            |
| Индио                  | 1930            | 71,654          | $45,143             |
| Лейк-Эльсинор          | 1888            | 40,985          | $54,595             |
| Ла-Кинта               | 1982            | 38,340          | $71,127             |
| Марриета               | 1991            | 92,933          | $75,102             |
| Менифи                 | 2008            | 60,000          | --                  |
| Морено-Валли           | 1984            | 174,565         | $52,426             |
| Норко                  | 1964            | 27,262          | $62,652             |
| Палм-Дезерт            | 1973            | 49,539          | $61,789             |
| Палм-Спрингс           | 1938            | 46,437          | $46,399             |
| Перрис                 | 1911            | 47,139          | $35,338             |
| Ранчо-Мираж            | 1973            | 16,672          | $78,434             |
| Риверсайд              | 1883            | 287,820         | $52,023             |
| Сан-Джасинто           | 1888            | 31,066          | $39,235             |
| Темекьюла              | 1989            | 93,923          | $71,754             |
| Уилдомар               | 2008            | 14,064          | $49,081             |

### Некорпоративные районы и общины
| - Агуанга - Анза - Бермуда Дюнс - Кабазон - Черри-Велли - Чириако-Саммит - Дезерт-Бич - Дезерт-центер - Ист-Блайт - Игл-Маунтин - Игл-Велли - Эст-Хемет - Эль-Серрито - Глен Эйвон - Хайгроу | - Хом-Гарденс - Хомленд - Айдилуайлд - Лейк Тамариск - Лейкленд Виллидж - Лейквью - Лост-Лейк - Мид-Велли - Мекка - Мидленд (город-призрак) - Мира Лома - Маунтин-центр - Марриета Хот-Спрингс - Норт-Шор - Нуэво | - Педли - Пайн-Ков - Квейл-Велли - Рипли - Ромоленд - Рабиду - Седко-Хиллз - Скай-Велли - Сан-Сити - Саннислоп - Термал - Таузенд-Палмс - Велли-Виста - Винчестер - Вудкрест |

### Индейские резервации
Округ Риверсайд имеет 12 федерально признанных индейских резерваций, которые связаны с округом Сандовал, Нью-Мексико.
- Агуа Калиенте
- Августин
- Кабазон
- Каилла
- Индейская резервация реки Колорадо (частично в округе Ла-Пас, Аризона и в округе Сан-Бернардино, Калифорния)
- Моронго
- Пеканга
- Рамона Виллидж
- Санта-Роза
- Собоба
- Торрес-Мартинес (частично в округе Империал, Калифорния)
- Индейская резервация «29 пальм» (частично в округе Сан-Бернардино)

### Смежные округа
- Округ Империал, Калифорния
- Округ Ориндж, Калифорния
- Округ Сан-Бернардино, Калифорния
- Округ Сан-Диего, Калифорния
- Округ Ла-Пас, Аризона

### Национальные охраняемые территории
- Национальный заповедник Кливленд (частично)
- Национальный заповедник дикой природы округа Коачелла
- Национальный парк Джошуа-Три (частично)
- Национальный заповедник Сан-Бернардино (частично)
- Национальные памятники: горы Санта-Роза и Сан-Хасинто

## Флора и фауна
В округе Риверсайд разнообразная флора и фауна. Вегетативные растения ассоциируются многими с флорой пустынь, но в округе имеются лесные массивы. Калифорнийские эндемик Quercus douglasii (Синий дуб) находится в самой южной части его ареала в округе Риверсайд.

## Транспортная инфраструктура

### Главные магистрали
| - Автомагистраль 10 - Автомагистраль 15 - Автомагистраль 215 - Шоссе 95 - Историческое шоссе 99 | - Городское шоссе 60 - Городское шоссе 62 - Городское шоссе 71 - Городское шоссе 74 - Городское шоссе 78 - Городское шоссе 79 | - Городское шоссе 86 - Городское шоссе 91 - Городское шоссе 111 - Городское шоссе 177 - Городское шоссе 195 |

### Общественный транспорт
- Транзитное агентство Риверсайда обслуживает треть западной территории округа Риверсайд, и восточную часть города Баннинг.
- Транзитное агентство «SunLine» обслуживает территории Палм-Спрингса и долины Коачелла.
- Транзитное агентство долины Пало-Верде обслуживает город Блайт, расположенный недалеко от границы с Аризоной.
- «Pass Transit» обслуживает общину Сан-Горджонио Пасс.
- «Corona Cruiser» обслуживает общину в Короне.

В округе курсируют автобусы компании «Greyhound Lines». Поезда Amtrak останавливаются в Риверсайде и Палм-Спрингсе, а компания «Amtrak California» обеспечивает автобусное сообщение с Сан-Хоакином в Риверсайде, Бомонте, аэропортом Палм-Спрингса, Таузенд-Паллмс, Индио, долиной Морено, Перрис, Сан-Сити и Хеметом. Поезда Метролинка обслуживают пять станций в округе Риверсайд: Риверсайд-Даунтаун, Риверсайд-Ла-Сьерра, Южный Мейн-Корона, Западная Корона, и станция Педли (в городе Педли, Калифорния). Эти поезда также обслуживают округа Ориндж, Сан-Бернардино и Лос-Анджелес всю неделю, ориентируясь по пригородному графику.

### Аэропорты

#### Коммерческие аэропорты
- Международный аэропорт Палм-Спрингс
- Резервная воздушная база «Мерч» может быть преобразован в коммерческий аэропорт[8] или, в конечном счёте, в альтернативный международный аэропорт.[9] Предложение о преобразовании базы в международный аэропорт было отклонено в 2005 году.

#### Аэропорты общего назначения
- Баннинг
- Бермуда-Дюнс
- Муниципальный аэропорт Блайта
- Муниципальный аэропорт Короны
- Флебоб, Риверсайд
- Марриета (долина Темекьюла)
- Хемет-Райан
- Региональный аэропорт Жаклин Кокран, Термаль (долина Коачелла)
- Аэропорт долины Перрис
- Муниципальный аэропорт Риверсайда

## Управление, закон и политика

### Управление
Округ Риверсайд организован как главный правовой округ в соответствии с положениями Калифорнийского правительственного кодекса. Округ имеет пять наблюдательных округов, и один руководитель от каждого района избирается каждые четыре года.
Генеральный план был подготовлен для округа фирмой «Earth Metrics» в 1994 году; в 2003 году уполномоченные наблюдатели округа обновили план в отношении определённых некорпоративных районов.

### Закон
Верховный суд округа Риверсайд имеет в подчинении 14 зданий суда: Риверсайдское историческое здание суда, Зал правосудия Риверсайда, суд семейного права, суд Риверсайда по делам несовершеннолетних, юго-западный центр юстиции города Марриета, суд долины Морено, суд Баннинга, суд Хемета, суд Короны, суд Темекьюлы, Ларсонский центр правосудия, суд Индио по делам несовершеннолетних, суд Палм-Спрингс и суд Блайта.
Главным является Риверсайдское историческое здание суда. Этот ориентир, построенный в 1903 году, был смоделирован по образцу Большого и Малого дворцов в Париже, Франция. Здание суда, спроектированное лос-анджелескими архитекторами Бернем и Блиснером, имеет классический дизайн — включая большой зал, соединяющий все залы суда. В 1994 году здание суда было закрыто из-за сейсмической активности 1992 года в Ландерсе, Калифорния и землетрясения в Нортридже в 1994 году. Здание было восстановлено и снова открыто в сентябре 1998 года.

### Политика
Риверсайд исторически был Республиканским округом во время президентских и конгресских выборов. В 1932 году он был одним из двух округов (другой округ Бентон, Орегон) на всём тихоокеанском побережье в США, голосовавшего за Гувера, а не Рузвельта. В последние годы, однако, увеличивается рост членов Демократической партии, и тем самым демократы сделали прорыв в исторической республиканской цитадели.
В Палате представителей значительная часть округа Риверсайд числится в Конгрессе 45 районом Калифорнии, и частично в 41, 44 и 49 районах. Все четыре района занимают республиканцы: в 41-м Джерри Льюисс, в 44-м Кен Калверт, в 45-м Мэри Боно Мак, а в 49-м Даррел Исса.
В Собрании штата Калифорния весь 64 район и частично 63, 65, 66, 71, и 80 районы лежат в округе. Место в 63 округе сейчас является вакантным, 64-й район представляет республиканец Брайан Нестанде, 65-й республиканец Пол Кук, 71-й республиканец Джефф Миллер, а 80-й демократ Мануэль Перес. На Собрании в 80 районе, в котором преобладает Демократическая партия, демократы смогли вернуть назад этот район после 14 лет представительства в нём Республиканской партии.
В Сенате штата весь 37-й и частично 31, 36, 40 районы расположены в округе Риверсайд. 31, 36, 37 районы занимают республиканцы Роберт Даттон, Деннис Холингсуорт и Билл Эммерсон соответственно, а 40 район демократ Дениз Морено Дучени.
В округе Риверсайд 64,8 % избирателей проголосовали в пользу 8-го предложения, который внёс поправку в Конституцию Калифорнии о запрете однополых браков.

## Демография
По переписи 2000 года в округе 1 545 387 человек, 506 218 домохозяйств и 372 576 семей. Плотность населения равняется 83 человека на 1 км². Насчитывается 584 674 единиц жилья со средней плотностью 81 человек на 1 км². Расовый состав округа: 65,6 % белые, 6,2 % чёрные или афроамериканцы, 1,2 % коренные американцы, 3,7 % азиаты, 0,3 % с тихоокеанских островов, 18,7 % другие расы и 4,4 % две или более рас. 36,2 % населения составляют латиноамериканцы какой-либо расы. По переписи 2000 года 9,2 % имеют немецкие корни, 6,9 % английские, 6,1 % ирландские и 5,0 % американские корни. 67,2 % говорят на английском, а для 27,7 % испанский второй родной язык.
В 2006 году численность населения округа возросла до 2 026 803 человек, что на 31,2 % больше показателя 2000 года. В 2005 году 45,8 % населения были неиспаноговорящие белые. Процент афроамериканцев, азиатов и коренных американцев остался на уровне 2000 года, процент выходцов с тихоокеанских островов возрос до 0,4. Выходцы из Латинской Америки составляют 41 % населения.
В округе 506,218 домохозяйств, в которых 38,90 % дети до 18 лет, 56,5 % замужних пар, 12,0 % женщин из них проживали без мужей, а 26,4 % не имели семьи. 20,7 % домохозяйств состоят из отдельных лиц, из которых 9,3 % одинокие люди в возрасте 65 лет и старше. Средний размер домохозяйства 3,0, средний размер семьи 3,5.
По возрастным категориям население округа составляют: 30,3 % людей в возрасте до 18 лет, 9,2 % от 18 до 24 лет, 28,9 % с 25 до 44 лет, 18,9 % от 45 до 64 лет, и 12,7 % в возрасте от 65 лет и старше. Средний возраст составляет 33 года. На каждые 100 женщин приходится 99,1 мужчина. На каждые 100 женщин в возрасте от 18 лет и старше приходится 96,8 мужчин.
Средний доход на домашнее хозяйство в округе равняется $42,887, а средний доход на семью $48 409. Мужчины имеют средний доход $38 639, женщины $28 032. Доход на душу населения в округе равен $18 689. Около 10,7 % семей или 14,2 % населения имеют доход ниже прожиточного минимума, в том числе 18,5 % семей с детьми моложе 18 лет и 7,6 % в возрасте 65 лет и старше.

## Образование

### Университеты и колледжи
- Университет Брендмена, часть системы Чепменского университета[19] — долина Морено, Палм-Дезерт, Темекьюла
- Калифорнийский баптистский университет[20] — Риверсайд
- Юридическая школа Южной Калифорнии[21] — Риверсайд
- Университет штата Калифорния, Сан-Бернардино, кампус Палм-Дезерт[22] — Палм-Дезерт
- Колледж Дезерта[23] — Палм-Дезерт
- Университет Ла-Сьерра[24] — Риверсайд
- Колледж горы Сан-Хасинто[25] — Баннинг, Менифи, Сан-Хасинто, Темекьюла
- Колледж Пало-Верде[26] — Блайт
- Колледж общины Риверсайда[27] — долина Морено, Норко, Риверсайд
- Бизнес-колледж Санта-Барбары[28] — Палм-Дезерт
- Университет Калифорнии, Риверсайд[29] — Палм-Дезерт, Риверсайд
- Университет Феникса[30]— Марриета, Палм-Дезерт

## Военные объекты
- Артиллерийский диапазон Шоколадной горы (Chocolate Mountain)
- Воздушная база Мерча
- Центр военно-морской базы, подразделение Короны

## Достопримечательности
«Золотая база», часть невключённой территории в округе, является международной штаб-квартирой церкви Саентологии. Состав включает в себя студию «Золотая эра продакшн». Другие места включают:
- Калифорнийский национальный исторический парк цитрусовых
- Парк отдыха Лейк-Перрис
- Музей жизни в пустыне
- Воздушный музей Мерча
- Отель «Mission Inn»
- Парк горы Сан-Хасинто
- Железнодорожный музей Оринджа
- Плато Санта-Роза
- Центр западной науки